# Lluís Bracons i Sunyer
Lluís Bracons i Sunyer  (Manlleu, 1892 - París, 1961) fou un gravador i lacador català.
Després de fer ex-libris, va aprendre la tècnica de la laca japonesa amb Jean Dunand a París. Com a professor de l'Escola Superior de Bells Oficis de Barcelona, ensenyà la tècnica de lacar als seus deixiebles, entre els quals, Pere Brugués, Ramon Sarsanedas, Valeri Corberó i Enriqueta Pascual Benigani, amb la qual es va casar. Més endavant, va viure a Mallorca, primer, i París, després, amb Suzanne Duplessis, amb la qual obrí el taller Bracons-Duplessis, a la capital francesa, mitjançant el qual es van relacionar amb Jean Cocteau, Foujita, Anselm Clavé o Dalí entre d'altres.